# Stamford (stacja kolejowa)
Stamford (ang: Stamford railway station) – stacja kolejowa w Stamford, w hrabstwie Lincolnshire, w Anglii, w Wielkiej Brytanii. Stacja znajduje się 12,5 mil (20 km) na zachód od Peterborough na Syston and Peterborough Railway, linia jest obecnie częścią znacznie większej Birmingham to Peterborough Line. CrossCountry obsługuje większość usług jako część trasy Birmingham do Stansted Airport. Jej właścicielem jest Network Rail i jest zarządzana przez East Midlands Trains (EMT).
Stacja była wcześniej znana jako 'Stamford Town do odróżnienia od teraz zamknięty stacji Stamford East na Water Street.
Budynek dworca jest o delikatnej strukturze kamienia w stylu Tudorów, pod wpływem pobliskiego Burghley House, zaprojektowany przez Sancton Wood.